# Kepler-69c

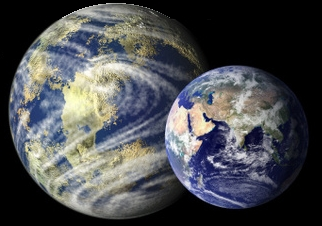
Kepler-69c jämfört med jorden

Kepler 69c (även KOI-172.02, KOI-172 c, KIC 8692861 c) är en superjord, exoplanet, som ligger över 2 400 ljusår från jorden, i stjärnbilden Svanen. Kepler-69c har 6 jordmassor, och kretsar runt en sol-lik stjärna på 242 dygn. Ursprungligen troddes Kepler-69c vara beboelig, och var en "bra kandidat för att kunna ha liv". Senare studier visar dock att planeten är mer lik Venus än Jorden. Den kallas också en "super-Venus".